# Ecituncula glandularis
Ecituncula glandularis är en tvåvingeart som beskrevs av Borgmeier 1960. Ecituncula glandularis ingår i släktet Ecituncula och familjen puckelflugor. Inga underarter finns listade i Catalogue of Life.